# LKAB Kimit
LKAB Kimit AB är ett svenskt företag som agerar dotterbolag till gruvjätten LKAB via LKAB Berg & Betong AB. Företaget grundades 1975 som Kimit AB när det visade sig att LKAB var i stort behov av högkvalitativa, effektiva och funktionssäkra sprängmedel till sin malm- och mineralbrytning i sina dagbrott- och underjordsgruvor. Kimit producerar årligen mer än 20 000 ton sprängmedel, det motsvarar en tredjedel av landets totala produktion, och gör Kimit till en av de största producenterna efter tillverkningstakt. Man är också delaktig i utveckling av nya laddfordon för olika sprängsituationer.
2003 blev Kimit AB officiellt ett dotterbolag till LKAB och i maj 2012 lade man till LKAB i företagsnamnet.